# Geoffrey Maynard
Geoffrey Walter Maynard (Tottenham, 27 oktober 1921 - 9 september 2017) was een Brits econoom.
Na de Tweede Wereldoorlog, waarin hij diende bij de Royal Air Force (RAF) in Noord-Afrika, kreeg hij samen met George Soros een plaats aangeboden aan de London School of Economics, waar hij specialiseerde in macro-economie en belangstelling toonde voor problemen van inflatie. Gedurende een fellowship aan de Johns Hopkins University in Baltimore werd hij door de toekomstige Nobelprijswinnaar Simon Kuznets aangemoedigd het verband tussen groei en inflatie te bestuderen. Dit leidde in 1962 tot de publicatie van zijn klassieke werk Economic Development and the Price Level, dat een tweede editie vond in 1972.
Gedurende een missie voor de Harvard Development Advisory Service in Argentinië ontwierp hij samen met de Belgische econoom Willy van Ryckeghem een stabilisatiemodel, waarin bankkredieten een centrale rol speelden om een recessie te vermijden. Hoewel geen monetarist, erkende Maynard het belang van een goed monetair beleid, maar hij nam tevens structurele factoren in overweging voor het verklaren van inflatie. In hun later gezamenlijke werk A World of Inflation, gepubliceerd in 1976, verwierpen zij het gangbare monetarisme van Milton Friedman en wezen internationale verschillen in inflatie toe aan structurele factoren, zoals de werking van arbeidsmarkten en productiviteitsverschillen tussen verschillende sectoren.
Maynard was 25 jaar professor aan de University of Reading en hoofdredacteur van Bankers' Magazine. Hij was vanaf 1974 ook deputy chief economic advisor van de British Treasury onder Denis Healey. Hij stond sceptisch tegenover het economisch beleid van Mrs. Margaret Thatcher en rekende met haar af in zijn laatste boek The Economy under Mrs. Thatcher gepubliceerd in 1988.
- Bibliothèque nationale de France: cb12394589r (data)
- International Standard Name Identifier: 0000 0001 0924 7139
- Library of Congress Control Number: n50007327
- Nationale Bibliotheek van Tsjechië: vse2011621162
- Nationale Bibliotheek van Israël: 987007315634405171
- Nederlandse Thesaurus van Auteursnamen: 067693199
- Système universitaire de documentation: 033038805
- Virtual International Authority File: 92150018
- WorldCat: E39PBJxhjwKtGWPFj68dQJvT73